# Вінстон Сміт
Вінстон Сміт (англ. Winston Smith) — головний герой роману Джорджа Оруелла «1984», 39-річний чоловік.

## Біографія
Народився в Лондоні в 1944 або 1945 — точну дату встановити неможливо. Його дитинство припало на 1950-ті роки, коли внаслідок ядерної війни і революції, яка відбулась після неї, до влади у Великій Британії прийшла партія АНГСОЦу. Батько Вінстона зник на початку 1950-х років, незабаром після початку масових репресій, мати зникла через кілька років. Вінстон не може впевнено сказати про те, що сталося з його батьками — або вони були розпорошені, або засуджені до тривалого ув'язнення в концтаборі. З молодих років працює в міністерстві правди, у відділі документації: в його обов'язки входить внесення змін до документів, які містять факти, що суперечать партійній пропаганді. Зовні він удає, що є прихильником партійних ідей, тоді як у душі глибоко їх ненавидить. Проте Вінстон усвідомлює, що бунт проти партії приречений на поразку. Протягом усього роману одягнений в уніформу члена Зовнішньої партії.

## Стосунки з іншими персонажами

### Джулія
Спочатку ця дівчина (Вінстон довго не знав її імені, в першій частині твору Оруелл називає її «темноволоса жінка») викликає у Сміта ненависть, змішану з сексуальним бажанням. Він вважає її «добрепоміркованою», дівчиною, що свято вірить у догми партії; до того ж вона часто стежить за ним, і Вінстону здається, що вона — агент поліції думок.
Незабаром Джулія зізнається йому в любові. Спочатку Вінстон сприймає їх любовні стосунки лише як бунт проти партійних догм, але потім у нього з'являються і справжні почуття до цієї дівчини. Його не лякає, а навіть приваблює те, що до нього у Джулії було безліч коханців серед партійців. Вони розуміють, що їхні стосунки можуть завершитися або арештом, або самогубством, але весь час відтягують зведення рахунків з життям.
Після арешту та тортур у міністерстві любові Вінстон та Джулія зрікаються один одного.

### О'Браєн
О'Браєн викликає симпатію у Вінстона, і він вирішує, що йому можна довіряти. У своєму щоденнику Вінстон пише, що цей щоденник ведеться для О'Браєна та лише він зможе допомогти йому в боротьбі з диктатурою АНГСОЦу. О'Браєн спочатку представляється Вінстону та Джулії як представник таємної організації, яка протистоїть АНГСОЦу та очолюваної Емануїлом Голдштайном. Але незабаром з'ясовується, що він — агент поліції думок. Однак, навіть після свого арешту Вінстон зберігає деяку частину своєї поваги до О'Браєна, хоча саме О‘Браєн і стає головним катом Вінстона у Міністерстві Любові та саме О‘Браєн знищує усю людяність Вінстона.

## Цікаві факти
- Вінстон отримав своє ім'я на честь лідера англійської партії консерваторів, яка була ворожа політичними поглядами Оруелла[2].
- Едмонд О'Брайєн, актор, виконувач роль Вінстона у фільмі «1984» (1956 рік) — однофамілець одного з героїв роману, О'Браєна. У зв'язку з цим О'Браєн у фільмі носить інше прізвище — О'Коннор.